# Calyptrocolea pittieri
Calyptrocolea pittieri là một loài rêu tản trong họ Adelanthaceae. Loài này được (Stephani) R.M. Schust. mô tả khoa học lần đầu tiên năm 2002.